# Črtomir Šinkovec
Adolf Šinkovec - Črtomir, slovenski partizan, pesnik, pisatelj, urednik, novinar in prevajalec, * 30. januar 1914, Vojsko pri Idriji, † 29. marec 1983, Ljubljana.

## Življenje
Rojen je bil v družini trinajstih otrok, od katerih jih je sedem že v mladosti umrlo zaradi jetike in španske gripe. Njegovo otroštvo je bilo zaznamovano z bližino Soške fronte: bombardiranjem, lakoto, smrtjo bratov in sester, izgubo domačije (pogorela) ...
Od zgodnje mladosti je vzljubil učenje in knjige in kmalu prešel k pisanju. Prvo hišno preiskavo je doživel že pri petnajstih letih, ko je policija njegovo pisanje označila kot hud prekršek. 
Ob začetku druge svetovne vojne leta 1941 je bil mobiliziran v Italijo na Sardiniji, od koder pa so ga zaradi bolehnosti leta 1942 izpustili. Po vrnitvi se je v domačem kraju srečal z osvobodilnim gibanjem in temu je sledila pot pred Sodišče za zaščito države ter ječa. Ob povratku iz zapora (po zlomu fašizma) je odšel med partizane. Tam je najprej opravljal različna dela, nato pa je bil imenovan za referenta za šolstvo in prosveto v idrijskem okrožju. 
Po osvoboditvi je nekaj časa deloval v Trstu, kjer je opravil maturo in se vpisal na ljubljansko univerzo. Nekaj časa je služboval tudi pri MIP v Beogradu. 
Od leta 1950 je živel v Ljubljani. Delal je pri Tovarišu (1952–1962), bil urednik pri Cicibanu, bil urednik TV-15 (1962–1971) in revije Borec (1971–1981). Pisal je partizanske in otroške pesmi, zbral pravljice in slovenske odporniške pesmi ter pričevanja o TIGR-u. Napisal je kroniko Vojskega in krajev okrog Snežnika in prevajal iz več jezikov.

## Delo
Njegove otroške pesmi so nastale v zgodnjih petdesetih letih 20. stoletja, v povojnem času, ko so bila v ospredju predvsem osebnoizpovedna dela za odrasle, otroški pesmi pa se pesniki niso dosti posvečali. Šinkovec je bil med prvimi, ki so opazili praznino v literaturi. V njegovih pesmih zaživi občutje lastnega, zaradi vojne nikoli izživetega otroštva. Kot drugi pesniki in pisatelji tega časa (France Bevk, Branka Jurca in Anton Ingolič ...) je tudi on pesmi v živo prebiral na srečanjih z otroki.